# ميليلي
ميليلي (بالإيطالية: Melilli)‏ هي بلدية في مقاطعة سرقوسة في صقلية الإيطالية.

## السكان
في سنة 1861 بلغ عدد السكان 3٬974 نسمة، وتطور العدد ليصل في سنة 2011 لـ 13٬076 نسمة.
يظهر هذا المخطط البياني تطور النمو السكاني لـ ميليلي

## توأمة
لميليلي اتفاقيات توأمة مع:
- ميدلتاون